# Kultura Suciu de Sus
Kultura Suciu de Sus (znana także jako kultura Felsöszöcs lub kultura Felsöszöcs-Stanowo) – kultura archeologiczna środkowej epoki brązu obejmująca obszar dorzecza górnej Cisy.

## Geneza
Omawiana jednostka kulturowa powstała na bazie kultury Otomani, której stanowiła kontynuację. Po części rozwijała się ona na wspólnym terytorium z kulturą pilińską.

## Chronologia i zasięg występowania
Kultura Suciu de Sus rozwijała się w stosunkowo krótkim okresie. Datuje się ją na okres brązu D, według podziału chronologicznego dokonanego przez Paula Reineckego, czyli na lata 1300–1200 p.n.e. Swoim zasięgiem obejmowała obszar dorzecza górnej Cisy w północno-zachodniej Rumunii, północno-wschodnich Węgier oraz na Ukrainie Zakarpackiej. Elementy inwentarza tej kultury spotyka się w Siedmiogrodzie, gdzie rozwijała się grupa Berkesz-Demecser.

## Osadnictwo
Osadnictwo kultury Suciu de Sus miało charakter otwarty. Zamieszkiwano głównie osady tellowe charakteryzujące się zwartą zabudową. Nie istnieją żadne dowody poświadczające, że osiedla te były w jakiś sposób fortyfikowane.

## Obrządek pogrzebowy
Obrządek pogrzebowy kultury Suciu de Sus był ciałopalny. Zmarłych chowano w popielnicach wkładanych do jam wykopanych w ziemi. Były to zazwyczaj groby płaskie, to znaczy nie wznoszono nad nimi żadnych nasypów, chociaż zdarzały się od tego wyjątki. Groby te tworzyły w większych skupieniach cmentarzyska. Wyjątkowym stanowiskiem jest cmentarzysko położone w miejscowości Lăpuș w okręgu Marmarosz. Na stanowisko to składa się kilkadziesiąt kurhanów o średnicach od 20 do 100 metrów, wysokich na 5 metrów. Pod nasypami odkryto groby ciałopalne, bezpopielnicowe, w których szczątki rozsypano po wykopanej jamie. Wyposażone były w dużą liczbę naczyń oraz wyrobów metalowych, zarówno brązowych jak i żelaznych. Przedmioty te trudno jest przyporządkować do jednej kultury, jednak na podstawie bogatej dekoracji i formy naczyń cmentarzysko w Lăpuș uważa się za stanowisko należące do kultury Suciu de Sus.

## Inwentarz
Formy ceramiczne charakterystyczne dla inwentarza kultury Suciu de Sus to między innymi głębokie misy, wazy, naczynia sitowate, duże garnki, kubki i gliniane piecyki przenośne. Charakterystyczna jest również dekoracja naczyń. Ornament był głęboko ryty, niekiedy wycinany, a następnie wypełniany białą inkrustacją. Wśród motywów zdobniczych występują będące efektem podłoża kultury Otomani spirale i ornament krzywolinijny, a także wynikające z wpływów kultury Wietenberg trójkąty i inne znaki, jakby wycięte na powierzchni naczynia. W omawianej jednostce taksonomicznej występowały również skarby, z których znamy wyroby brązowe. Były to czekany i naramienniki z tarczkami spiralnymi.